# Розсипненська селищна рада
Розсипненська се́лищна ра́да — орган місцевого самоврядування у складі Торезької міської ради Донецької області. Адміністративний центр — селище міського типу Розсипне.

## Загальні відомості
- Населення ради: 5071 особа (станом на 1 січня 2011 року)

## Населені пункти
Селищній раді підпорядковані населені пункти:
- смт Розсипне

## Склад ради
Рада складається з 28 депутатів та голови.
- Голова ради: Мірошниченко Олег Михайлович
- Секретар ради: Горбачова Тетяна Броніславівна

### Керівний склад попередніх скликань
| ПІБ                          | Основні відомості                                                        | Дата обрання | Дата звільнення |
| ---------------------------- | ------------------------------------------------------------------------ | ------------ | --------------- |
| Мірошниченко Олег Михайлович | Селищний голова, 1958 року народження, освіта вища, безпартійний         | 26.03.2006   | 31.10.2010      |
| Мірошниченко Олег Михайлович | Селищний голова, 1958 року народження, освіта вища, член Партії регіонів | 31.10.2010   |                 |

Примітка: таблиця складена за даними джерела

### Депутати
За результатами місцевих виборів 2010 року депутатами ради стали:

#### За суб'єктами висування
| Суб'єкт висування           | Кількість обраних депутатів | %    |
| --------------------------- | --------------------------- | ---- |
| Партія регіонів             | 25                          | 89,3 |
| Самовисування               | 2                           | 7,1  |
| Комуністична партія України | 1                           | 3,6  |

#### За округами
| № округу                    | Прізвище, ім'я, по батькові       | Дата визнання обраним | Освіта         | Партійна приналежність            | Відомості про обраного депутата                                                                                             |
| --------------------------- | --------------------------------- | --------------------- | -------------- | --------------------------------- | --- |
| Комуністична партія України |                                   |                       |                |                                   | |
| 19                          | Федотов Володимир Васильович      | 02.11.2010            | Освіта вища    | член Комуністичної партії України | пенсіонер |
| Партія регіонів             |                                   |                       |                |                                   | |
| 1                           | Горбачова Антоніна Миколаївна     | 02.11.2010            | Освіта середня | член Партії регіонів              | клуб «Комсомолець» смт Розсипне, керівник вокального гуртку                                                                 |
| 2                           | Поляхова Тетяна Юріївна           | 02.11.2010            | Освіта вища    | член Партії регіонів              | амбулаторія смт Розсипне, медична сестра                                                                                    |
| 3                           | Дмитрук Галина Олександрівна      | 02.11.2010            | Освіта вища    | член Партії регіонів              | Виконавчий комітет Розсипненської селищної ради, спеціаліст-землевпорядник                                                  |
| 4                           | Костенко Людмила Павлівна         | 02.11.2010            | Освіта вища    | член Партії регіонів              | Відокремлений підрозділ "Шахтоуправління «Волинське» Державного підприємства «Торезантрацит», провідний юрист-консульт      |
| 5                           | Кєндись Олександра Володимирівна  | 02.11.2010            | Освіта вища    | член Партії регіонів              | Виконавчий комітет Розсипненської селищної ради, секретар-друкарка                                                          |
| 6                           | Богомаз Валентина Іванівна        | 02.11.2010            | Освіта середня | член Партії регіонів              | Відокремлений підрозділ "Шахтоуправління «Волинське» Державного підприємства «Торезантрацит», електрослюсар лампової        |
| 7                           | Плахотник Сергій Петрович         | 02.11.2010            | Освіта середня | позапартійний                     | Відокремлений підрозділ "Шахтоуправління «Волинське» Державного підприємства «Торезантрацит», забійник                      |
| 8                           | Пасічник Олексій Олексійович      | 02.11.2010            | Освіта вища    | член Партії регіонів              | Дебальцевська дистанція сигналізації та зв'язку, електромеханік                                                             |
| 9                           | Івасенко Олена Михайлівна         | 02.11.2010            | Освіта вища    | член Партії регіонів              | Відокремлений підрозділ "Шахтоуправління «Волинське» Державного підприємства «Торезантрацит», машиніст підйомних машин      |
| 10                          | Козяровська Віра Олександрівна    | 02.11.2010            | Освіта середня | член Партії регіонів              | Виконавчий комітет Розсипненської селищної ради, інспектор військово-облікового столу                                       |
| 11                          | Дмитрієв Олександр Степанович     | 02.11.2010            | Освіта середня | член Партії регіонів              | пенсіонер |
| 12                          | Михайличенко Людмила Іванівна     | 02.11.2010            | Освіта вища    | член Партії регіонів              | тимчасово не працює |
| 14                          | Звєрєва Лариса Павлівна           | 02.11.2010            | Освіта вища    | член Партії регіонів              | Торезький дитячий будинок, вихователь                                                                                       |
| 15                          | Кирза Галина Георгіївна           | 02.11.2010            | Освіта вища    | член Партії регіонів              | Торезький дитячий будинок, швачка                                                                                           |
| 16                          | Копайгора Тамара Володимирівна    | 02.11.2010            | Освіта вища    | член Партії регіонів              | Торезька загальноосвітня школа I-III ст. № 24, психолог                                                                     |
| 17                          | Горбачова Тетяна Броніславівна    | 02.11.2010            | Освіта вища    | член Партії регіонів              | Виконавчий комітет Розсипненської селищної ради, секретар                                                                   |
| 18                          | Симонов Геннадій Васильович       | 02.11.2010            | Освіта середня | член Партії регіонів              | ПП Костенко, продавець |
| 20                          | Хлань Оксана Григорівна           | 02.11.2010            | Освіта вища    | член Партії регіонів              | ПП Костенко, продавець |
| 21                          | Чуйкова Тетяна Миколаївна         | 02.11.2010            | Освіта вища    | член Партії регіонів              | Торезька загальноосвітня школа I-III ст. № 24, вчитель математики                                                           |
| 22                          | Мірошниченко Наталя Олександрівна | 02.11.2010            | Освіта середня | член Партії регіонів              | Відокремлений підрозділ "Шахтоуправління «Волинське» Державного підприємства «Торезантрацит», телефоністка                  |
| 23                          | Стрєлецький Валерій Григорович    | 02.11.2010            | Освіта вища    | член Партії регіонів              | Відокремлений підрозділ "Шахтоуправління «Волинське» Державного підприємства «Торезантрацит», заступник начальника дільниці |
| 24                          | Мельникова Тетяна Миколаївна      | 02.11.2010            | Освіта вища    | член Партії регіонів              | Виконавчий комітет Розсипненської селищної ради, спеціаліст ІІ категорії                                                    |
| 26                          | Сухова Олена Олександрівна        | 02.11.2010            | Освіта середня | член Партії регіонів              | Відокремлений підрозділ "Шахтоуправління «Волинське» Державного підприємства «Торезантрацит», поверхнева гірнича робітниця  |
| 27                          | Панько Галина Вікторівна          | 02.11.2010            | Освіта вища    | член Партії регіонів              | амбулаторія смт Розсипне, медична сестра                                                                                    |
| 28                          | Ромашко Анатолій Васильович       | 02.11.2010            | Освіта середня | позапартійний                     | пенсіонер |
| Самовисування               |                                   |                       |                |                                   | |
| 13                          | Комар Ірина Дмитрівна             | 11.03.2013            | Освіта вища    | член Партії регіонів              | Торезька загальноосвітня школа I-III ст № 24, завідувач господарством                                                       |
| 25                          | Шинкаренко Наталя Петрівна        | 02.11.2010            | Освіта середня | позапартійна                      | пенсіонер |